# قزوينيون

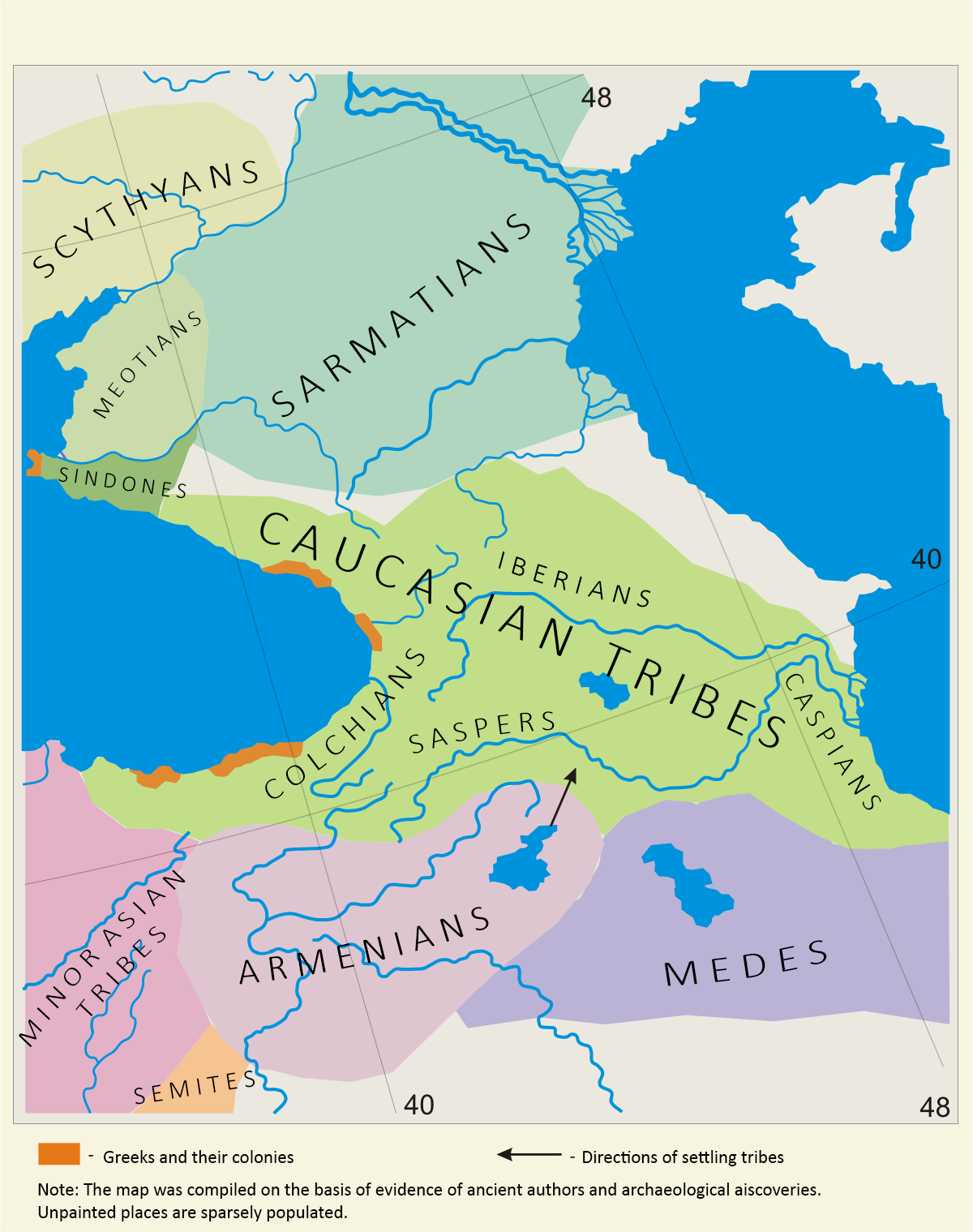
الخريطة العرقية للقوقاز في القرنين الخامس والرابع قبل الميلاد.

القزوينيون (بالفارسية: کاسپیان)؛ شعب من الشعوب الإيرانية يسكنون شمال إيران جنوب بحر قزوين ويتحدثون اللغة الديلمية.